# За рулем
«За рулём» (з рос. — «За кермом», «За рулем») — радянський і російський російськомовний журнал про автомобілі і автомобілебудування. Видається раз на місяць. До 1989 року був єдиним в СРСР періодичним виданням на автомобільну тематику, розрахованим на широке коло читачів. До кінця 1980-х наклад журналу сягав 4,5 млн екземплярів.

## Історія журналу
Заснований 23 лютого 1928 року за ініціативою журналіста Михайла Кольцова. Перший номер вийшов у квітні того ж року.
Цитата з першого номера: В оформленні журналу брали участь художники: Борис Єфімов та Олександр Захаров (1976—1988).
Також в журналі працював Володимир Маяковський.
У часи СРСР журнал представляв собою 30-аркушевий зошит з простого матового паперу. У 1990-х кількість сторінок почала збільшуватися.
У 1978 році був нагороджений орденом Трудового Червоного Прапора.
У травні 2008 року журнал став використовувати нове написання логотипу, в зв'язку з тим, що колишній стиль написання назви журналу морально застарів. Він використовувався ще з 1970-х років.
З серпня 2009-го видавництво створило новий сайт, який агрегатує в собі матеріали журналу «За рулем», газети «За рулем», журналу «Купи авто», журналу «Мото», журналу «Рейс». Крім того, на сайті є власна редакція, що випускає унікальний контент.
З січня 2010 року новим головним редактором призначено Антона Чуйкіна (раніш головним редактором був Петро Менших).
З осені 2011 року на сайті www.zr.ru доступний архів всіх номерів журналу «За рулем», починаючи з 1928 року.
Восени 2014 року головним редактором став колишній співробітник газети «Авторевю» Максим Кадака.

## Цікаві факти
- У червні 1990 року видавництвом «За рулем» був випущений журнал «Автомотоспорт», який став першим в СРСР журналом, цілком присвяченим світового автомобільного та мотоциклетного спорту. Журнал проіснував до лютого 1998 року.
- Починаючи з 1994 року видавництво «За рулем» проводить Гран-Прі. Мета конкурсу полягає в тому, щоб виявити серед новинок року найкращу і найдосконалішу.
- З 1978 року по 1994-й і з 2006-го по теперішній час журнал проводить «Гонку Зірок». Головний приз — Кришталевий шина.
- Кожен січневий номер журналу тонший, за всі інші, а в кожному грудневому наведено список статей за всі 12 номерів цього року (в грудневому номері за 2010 рік ця традиція була перервана, а список статей був викладений на офіційному сайті).
- З 1996 року видавництво «За рулем» друкувалось журналом «Лімузин». Пізніше цей журнал закрили.
- У рубриці «Поради бувалих» (раніше «Шоферська кмітливість») з січня 2002 року дають призи за найкращі поради.
- З січня 2003 року в кожному номері в рубриці «Наш конкурс» публікують завдання і за підсумками кожного завдання нагороджують переможця найкращої відповіді на нього.